# Лядін Євген Іванович
Євген Іванович Лядін (рос. Евгений Иванович Лядин; нар. 9 квітня 1926, Москва, РРФСР — пом. 3 квітня 2011, Москва, Росія) — радянський футболіст та російський тренер, вситупав на позиції півзахисника. Заслужений тренер СРСР (1966).

## Клубна кар'єра
Вихованець московського «Динамо». Роз починав кар'єру у футбольному клубі «Трудові резерви» (Москва), в якому грав з 1944 по 1947 рік.
У 1948 році перейшов у московський «Локомотив». У період з 1948 по 1956 рік Лядін зіграв у складі команди 152 матчі та відзначився п'ятьма голами.
Завершив кар'єру гравця в 1957 році в складі футбольного клубу «Шахтаря» (Кадіївка).

## Кар'єра тренера
Перші кроки в тренерській кар'єрі Євген Лядін зробив в олімпійській збірній СРСР, в якій працював одним з тренерів.
У період з 1965 по 1974 роки був головним тренером юнацької збірної СРСР з футболу і з 1979 по 1982 рік. Під його керівництвом команда двічі ставала чемпіоном Європи (1966, 1967) і один раз бронзовим призером цього чемпіонату (1969).
Лядін виховав таких відомих футболістів, як Олег Блохін, Леонід Буряк, Анатолій Байдачний.
Тренував також футбольний клуб «Зоб Ахан», який виступав у чемпіонаті Ірану в 1974-1978 і 1994-1995 роках.
Помер 3 квітня 2011 року, не доживши 6 днів до свого 85-річного ювілею.

## Досягнення

### Як тренера
- Юнацький чемпіонат Європи (U-18)
  -  Чемпіон (2): 1966, 1967
  -  Бронзовий призер (1): 1969

### Нагороди
- Заслужений тренер СРСР (1966)

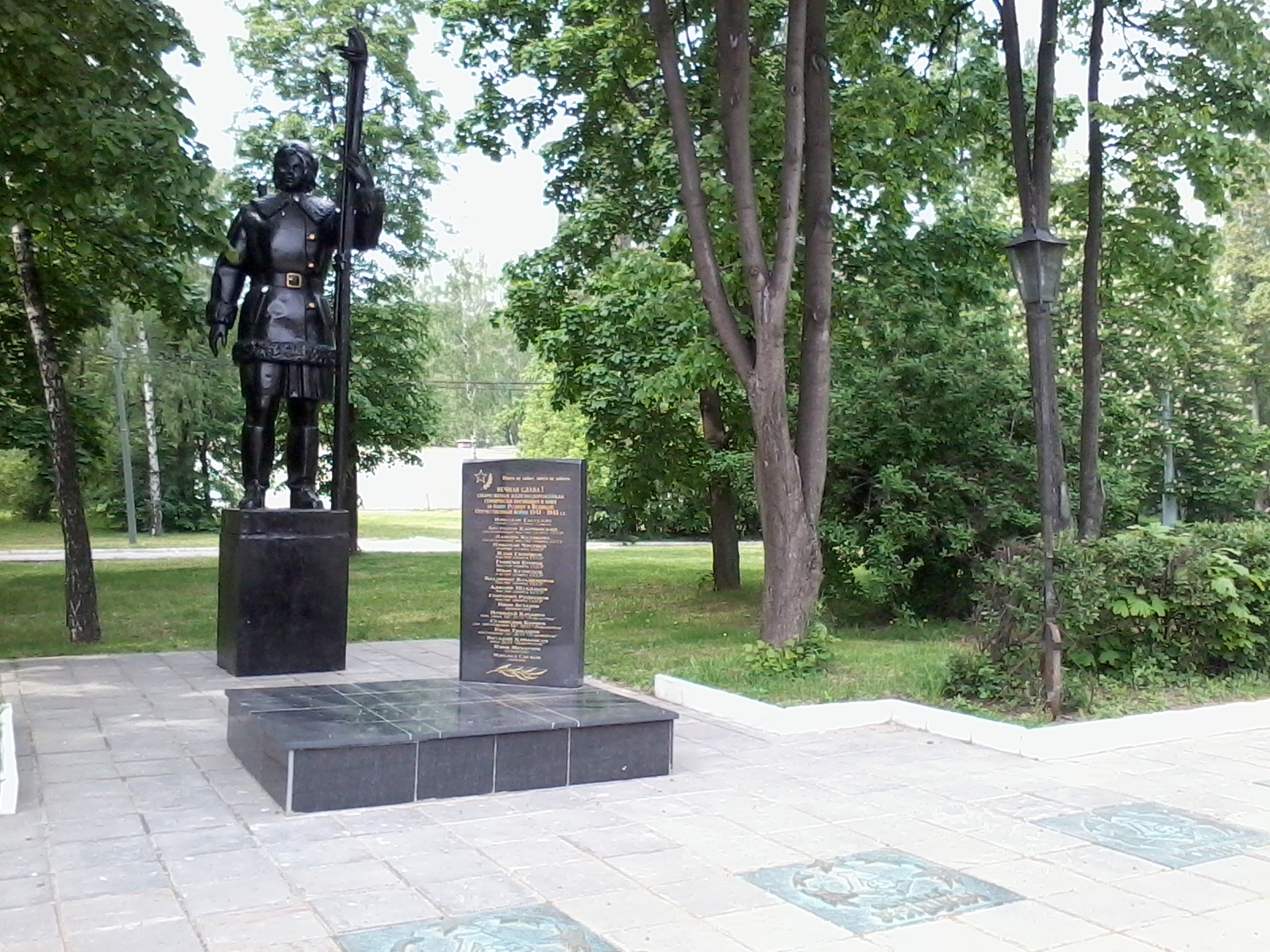
Алея Слави

## Пам'ять
- Його ім'я увіковічнене на Алеї слави стадіону «РЖД Арена».